# Orne Champenoise
Die Orne Champenoise ist ein Fluss in Frankreich, der im Département Sarthe in der Region Pays de la Loire verläuft. Sie entspringt im Gemeindegebiet von Coulans-sur-Gée, entwässert im Oberlauf zunächst Richtung Nordost, wendet sich dann nach Süd und Südwest und mündet nach rund 24 Kilometern im Gemeindegebiet von Roëzé-sur-Sarthe als linker Nebenfluss in die Sarthe.

## Orte am Fluss
(Reihenfolge in Fließrichtung)
- Fay
- Saint-Georges-du-Bois
- Étival-lès-le-Mans
- Voivres-lès-le-Mans
- Roëzé-sur-Sarthe